# تشارلز نوكس
تشارلز نوكس (بالإنجليزية: Charles Knox)‏ هو عالم موسيقى وملحن أمريكي، ولد في 18 أبريل 1929 في أتلانتا في الولايات المتحدة.